# Serey Die
Sereso Geoffroy Gonzaroua Die (Abidjan, 1984. november 7. –) elefántcsontparti válogatott labdarúgó, a német VfB Stuttgart játékosa. Posztját tekintve védekező középpályás.

## Sikerei, díjai
ES Sétif
- Arab bajnokok-ligája győztes (1): 2007–08

FC Sion
- Svájci kupagyőztes (2): 2008–09, 2010–11

FC Basel
- Svájci bajnok (2): 2012–13, 2013–14
- Svájci kupadöntős (2): 2012–13, 2013–14
- Uhren kupagyőztes (1): 2013

Elefántcsontpart
- Afrikai nemzetek kupája (1): 2015

## Külső hivatkozások
- Serey Die az FC Basel hivatalos honlapján